# 龍念寺
龍念寺（りゅうねんじ）は、栃木県大田原市に所在する浄土真宗本願寺派の寺院。山号は青木山。本尊は木造阿弥陀如来立像。

## 歴史
龍念寺は室町時代に青木三河守によって築城された城跡の南端に位置し、青木氏ゆかりの寺と言われている。開山は龍念であり、二度の火災などで寺運が盛衰したが、支援を受けて現在も法燈が継承されている。20代続く歴史ある浄土真宗本願寺派の寺院。
本尊の「木造阿弥陀如来立像」は室町時代初期の、仏師三代湛慶作と伝えられる。寺宝として本願寺第八代蓮如上人書掛軸（南無阿弥陀仏の六字の書）を保管している。
境内には大田原市指定天然記念物の「青木のシダレザクラ」がある。

## 青木城跡（青木要害跡）
龍念寺の裏側の山には青木城跡（青木要害跡）の遺構が残されている。以下、『黒羽町誌』（黒羽町、1982年）の記述を引用すると以下の通り。
青木城跡は松葉川沿いの丘陵端にあり、城郭は標高二五〇～二七〇メートルの所に立地していて、比高もかなりある。麓の沖積地は青木の地名が示すように築城当時は湿地帯であったとみられ、後背地の山も深く要害である。郭内は約一ヘクタールで、郭は単郭とみられるが地形を生かし土塁と堀を配置し複雑である。この地一帯は那須十二郷の一つ「全倉」の地と擬せられるところで、松葉川一帯の沖積地は湿地帯で水田に適した地帯である。築城は室町後期土豪青木三河守によりつくられ三河守自身が居城したと伝えられている。この地は高尾郷を支配する青木氏の拠点で松葉川の谷あり、穀倉地帯を支配し、北部に東山道の脇みち棚倉道が東西に通じ、軍事口を扼する要衝地である。

## 寺伝（「明治12年3月31日」第15世慈善の記録）
当国当郡中之内村郷（現在の栃木県大田原市中野内青木）の領主であった青木三河守義勝の玄孫である大山次郎秀勝が、[出家して]青木氏の守り本尊である阿弥陀如来を本尊として、青木城の北東に御堂を建て住居した。
その後、建保嘉禄頃（1213-1219、1225-1227）、当国都賀郡（現在の栃木県真岡市高田の専修寺）にて宗祖親鸞聖人の弟子となり、[宗祖より]法名龍念房源海と賜り、浄土真宗に改修した。[その後、青木の地に戻り、]青木山の南の地に二間四面の御堂を建て、壁に阿弥陀如来を安置した。これが[龍念寺の始まりである。]
元禄正徳（1688-1704、1711-1716）年間、また延享三寅年（1746年3月）に再三[に亘り]御堂を焼失したことにより[寺の歴史を記録した]日記がはっきりしない。
龍念寺の中興は祐海という名の僧侶である。甲州真木村（現在の山梨県大月市大月町）善福寺には親鸞聖人の御事績がある。ある時、[親鸞聖人が]甲斐国都留郡真木村（現在の山梨県大月市大月町）に七日間滞在した際、[親鸞聖人が]小服左エ門の願いによって大蛇を済度した。[小服左エ門]はその徳を慕って出家し[親鸞聖人の]弟子となり、善福寺に住した。年を経て、祐海が当寺に転派する際、寺の宝物である大蛇の鱗を奉供され、文政十三寅年（1830年）当時に入寺した。[住職が不在の時期があったが]祐海の入寺によって再び寺が再興した。その功績により祐海を中興とするのである。

## 境内
- 青木のシダレザクラ（大田原市指定天然記念物）[5]